# Pelidnota bertrandi
Pelidnota bertrandi är en skalbaggsart som beskrevs av Soula 2009. Pelidnota bertrandi ingår i släktet Pelidnota och familjen Rutelidae. Inga underarter finns listade i Catalogue of Life.